# 市立小樽美術館
市立小樽美術館（しりつおたるびじゅつかん）は、北海道小樽市にある美術館。小樽市分庁舎（旧小樽地方貯金局）にあり、市立小樽文学館を併設している。
小樽にゆかりのある美術家の作品を中心に調査、収集、保存、展示している。美術作品、美術関係書資料の収集などを市民団体（市立小樽美術館協力会）が行っている。

## 施設
- 中村善策記念ホール
- 一原有徳記念ホール
- 企画展示室
- 市民ギャラリー・多目的ギャラリー

## 参考資料
- “市立小樽美術館条例” (PDF).  小樽市. 2016年5月21日閲覧。
- “市立小樽美術館条例施行規則” (PDF).   小樽市. 2016年5月21日閲覧。
- “小樽市の教育 平成27年度” (PDF).   小樽市教育委員会 (2015年). 2016年5月20日閲覧。